# Samir Louadj
Samir Louadj (* 9. Dezember 1985 in Forbach) ist ein französisch-algerischer Fußballspieler.

## Karriere
Samir Louadj begann mit dem Fußball bei US Behren und dem FC Metz, ehe er in die Jugend des damaligen französischen Top-Klubs FC Nantes wechselte. 2002 wechselte er zurück nach Lothringen und ging in die erste Mannschaft des US Forbach aus seiner Heimatstadt Forbach. Aber nach nur einem Jahr ging er ins Ausland und wechselte in die Jugend des damaligen deutschen Zweitligisten SV Eintracht Trier. 2004 kam er in die Profimannschaft der Trierer. Sein Profidebüt gab er am 12. Dezember 2004, als er am 17. Spieltag der 2. Fußball-Bundesliga, gegen den 1. FC Saarbrücken (2:1), in der Nachspielzeit für Cătălin Răcănel eingewechselt wurde. Zum Saisonende stieg man allerdings in die damals drittklassige Regionalliga ab. In seiner ersten Saison kam er auf drei Einsätze in der zweiten Liga. In der Folgesaison kam Louadj auf 16 Einsätze in der Regionalliga (ein Treffer), ehe er zur Winterpause aussortiert wurde. Daher wechselte Louadj im Sommer 2006 zurück nach Lothringen und spielte wieder für den US Forbach. Wiederum ein Jahr später ging es nach Luxemburg zu F91 Düdelingen. Im Dezember 2008 ging Louadj zurück zum US Forbach um 2010 wieder nach Luxemburg zu gehen. Dieses Mal schloss er sich dem CS Grevenmacher an. Zur Saison 2013/14 wechselte er erneut zum F91 Düdelingen, um nur ein Jahr später den Verein im Sommer 2014 zu verlassen, um zu Sarreguemines FC nach Frankreich zu wechseln. Nach einem halben Jahr beim luxemburgischen Zweitligisten US Hostert wechselte er im Januar 2016 zum SV Röchling Völklingen 06 in die Oberliga Rheinland-Pfalz/Saar. Trotz des Aufstiegs in die Regionalliga Südwest in der Saison 2016/17 verließ Louadj den Verein und wechselte im Sommer 2017 zum saarländischen Sechstligisten Sportfreunde Köllerbach in die Saarlandliga. Ein Jahr später schloss er sich dem Landesligisten SVG Bebelsheim-Wittersheim an. Dann folgten Stationen bei den französischen Amateurvereinen SSEP Hombourg-Haut und ASPSF Thionville. Seit Januar 2021 steht er wieder beim mittlerweile drittklassigen CS Grevenmacher in Luxemburg unter Vertrag. Doch nur ein Jahr später schaffte er mit dem Verein den Aufstieg zurück in die Ehrenpromotion. Dabei hatte Louadj mit 14 Treffern in 28 Ligaspielen einen großen Anteil. Im Sommer 2023 wechselte er dann innerhalb Luxemburgs weiter zum Drittligisten FC Blo-Wäiss Itzig.

## Erfolge
- Luxemburgischer Meister 2008, 2009, 2014